# Falout
Pogostost priimka Falout je bila po podatkih Statističnega urada Republike Slovenije na dan 1. januarja 2010 manjša kot 5 oseb. 

## Znani nosilci priimka
- Jože Falout (1934 - 2023), rogist, prof. AG